# Повість про справжню людину
«Повість про справжню людину» — радянський художній фільм 1948 року режисера Олександра Столпера, знятий за однойменною книзі Бориса Полевого.
За участь у фільмі ряд акторів фільму і оператор-постановник були удостоєні Сталінської премії в 1949 році.

## Сюжет
В кінці березня 1942 року під час повітряного бою в районі Чорного лісу Демянського кільця збивають льотчика-винищувача Олексія Мересьєва, і його літак зазнає аварії в лісі. Лежачого льотчика обнюхує ведмідь, що збирається його з'їсти, але пілот, зберігаючи спокій і холоднокровність, непомітно витягає пістолет з кишені льотної куртки і стріляє у звіра, після чого втрачає свідомість.
Прокинувшись, він розуміє, що у нього сильно пошкоджені ноги. Опинившись один в зимовому лісі в 50 км від розташування Червоної Армії, Олексій Мересьєв вирішує пробиратися до своїх. Кожен крок дається йому ціною неймовірних зусиль. Коли ноги остаточно відмовляються служити, він повзе рачки. 18 днів Мересьєв пробирається по засніженому лісі, поки не потрапляє до партизанів, які переправляють його на Велику Землю.
У госпіталі Мересьеву ампутують ступні ніг. Будучи зовсім молодою людиною, він стає інвалідом. У палаті з Мересьєвим лежить полковий комісар Воробйов. У нього серйозні поранення, але він не падає духом. Своїм оптимізмом він підтримує всіх, хто опинився в госпітальній палаті. Воробйов захоплений мужністю Миколи Островського, який, будучи паралізованим, написав книгу «Як гартувалася сталь».
Своєю силою духу Воробйов допомагає Мересьєву повірити у те, що і без ніг людина здатна на багато що. Переконати молодого чоловіка, який втратив віру у свої сили, йому допомагає стаття про військового льотчика поручика Карповича, якому під час I Світової війни ампутували ступню. Тим не менш, він не звільнився з армії і продовжував літати.
Виявляючи дивовижну силу характеру, Мересьєв твердо вирішує знову сісти за штурвал літака. Щодня Олексій проробляє розроблений ним же комплекс вправ для ніг. Незважаючи на сильний біль, він кожен день збільшує час зарядки. Нарешті, він вчиться заново ходити на спеціально зроблених для нього протезах.
На лікуванні в санаторії, куди його направили після госпіталю, чоловік став не тільки ходити і бігати, але й танцювати (завдяки медсестрі Зіночці, що працює в санаторії). На медичному огляді Мересьєв переконує лікарів у своїх силах і ввечері того ж дня на очах у всіх танцює «бариню», дивуючи цим не тільки інших солдатів, але й лікарську комісію, що багато чого бачила. В результаті Мересьєв домагається дозволу лікарів повернутися на фронт.
Мересьєв потрапляє в тренувальну школу для льотчиків і, зробивши політ в парі з льотним інструктором, підтверджує своє вміння пілота-винищувача. Дізнавшись, що у льотчика замість ніг протези, інструктор оцінює його подвиг. Мересьєв повертається в діючу армію.
Під час одного з наступних боїв Мересьєв збиває 2 літаки «Focke-Wulf Fw 190 Würger», якими керували німецькі аси зі знаменитої дивізії «Ріхтгофен», рятує молодшого товариша і на залишках пального ледь добирається до аеродрому.

## У ролях
| Актор                  | Роль                                         |
| ---------------------- | -------------------------------------------- |
| Павло Кадочников       | Олексій Мересьєв                             |
| Микола Охлопков        | комісар Воробйов                             |
| Олексій Дикий          | Василь Васильович                            |
| Василь Меркур'єв       | Степан Іванович старшина                     |
| Тамара Макарова        | Клавдія Михайлівна                           |
| Людмила Целіковська    | Зіночка                                      |
| Лев Свердлін           | Наумов                                       |
| Чеслав Сушкевич        | Кукушкін                                     |
| Віктор Хохряков        | Дегтяренко                                   |
| Олександр Михайлов     | Петров                                       |
| Борис Добронравов      | голова комісії                               |
| Борис Бабочкін         | командир полку                               |
| Любов Соколова         | колгоспниця Варвара                          |
| Володимир Грибков      | Зуєв                                         |
| Олександр Зражевський  | дід Михайла старий-партизан (немає в титрах) |
| Марія Яроцька          | нянечка (немає в титрах)                     |
| Сергій Бондарчук       | Гвоздьов (немає в титрах)                    |
| Іван Рижов             | хворий в санаторії (немає в титрах)          |
| Євген Шутов            | баяніст (немає в титрах)                     |
| Петро Савін            | водій вантажівки (немає в титрах)            |
| Михайло Глузський      | капітан Чеслов (немає в титрах)              |
| Олексій Алексєєв       | лікар (немає в титрах)                       |
| ручна ведмедиця Марьям | ведмідь в лісі                               |

## Знімальна група
- Режисер: Олександр Столпер
- Сценарист:  Борис Полевой,  Марія Смирнова
- Оператор: Марк Магідсон
- Композитор: Микола Крюков
- Художник-постановник: Йосип Шпинель
- Директор картини Микола Сліозберг